# One, Two, Buckle My Shoe

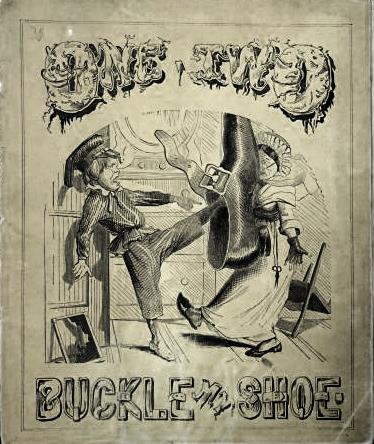
Ilustração de Augustus Hoppin, publicado em New York, 1870

"One, Two, Buckle My Shoe" é uma rima popular de berçário no idioma inglês e rima contada. Ele tem um número 11284 do Roud Folk Song Index. 

## Letra da música
Uma versão comum é dada no The Oxford Dictionary of Nursery Rhymes: 
One, two, Buckle my shoe;
Three, four, Knock at the door;
Five, six, Pick up sticks;
Seven, eight, Lay them straight:
Nine, ten, A big fat hen;
Eleven, twelve, Dig and delve;
Thirteen, fourteen, Maids a-courting;
Fifteen, sixteen, Maids in the kitchen;
Seventeen, eighteen, Maids in waiting
Nineteen, twenty, My plate's empty.
Um, dois, afivele meu sapato;
Três, quatro, Bata na porta;
Cinco, seis, pegue palitos;
Sete, oito, coloque-os em linha reta:
Nove, dez, uma galinha grande e gorda;
Onze, doze, Dig e aprofundar;
Treze, catorze, empregadas domésticas cortejando;
Quinze, dezesseis, Criadas na cozinha;
Dezessete, dezoito, Criadas em espera
Dezenove, vinte, meu prato está vazio.
Outras fontes apresentam letras diferentes.

## Origens e significado
A rima é uma das muitas rimas contadas. Foi gravado pela primeira vez em Songs for the Nursery, publicado em Londres em 1805. Esta versão diferiu além do número doze, com a letra: 
Thirteen, fourteen, draw the curtain,
Fifteen sixteen, the maid's in the kitchen,
Seventeen, eighteen, she's in waiting,
Nineteen, twenty, my stomach's empty.
Treze, quatorze, feche a cortina,
Quinze e dezesseis, a empregada está na cozinha,
Dezessete, dezoito, ela está esperando
Mil novecentos e vinte, meu estômago está vazio.
Uma versão publicada cinco anos depois em Garland, de Gammer Gurton (1810), tinha as seguintes linhas diferentes: 
Three, four, Lay down lower ...
Eleven twelve, Who will delve...
Fifteen, sixteen, Maids a-kissing...
Nineteen, twenty, My Belly's empty.
Três, quatro, Deite-se mais baixo. . .
Onze e doze, quem se aprofundará. . .
Quinze, dezesseis, empregadas domésticas beijando. . .
Mil novecentos e vinte, minha barriga está vazia.

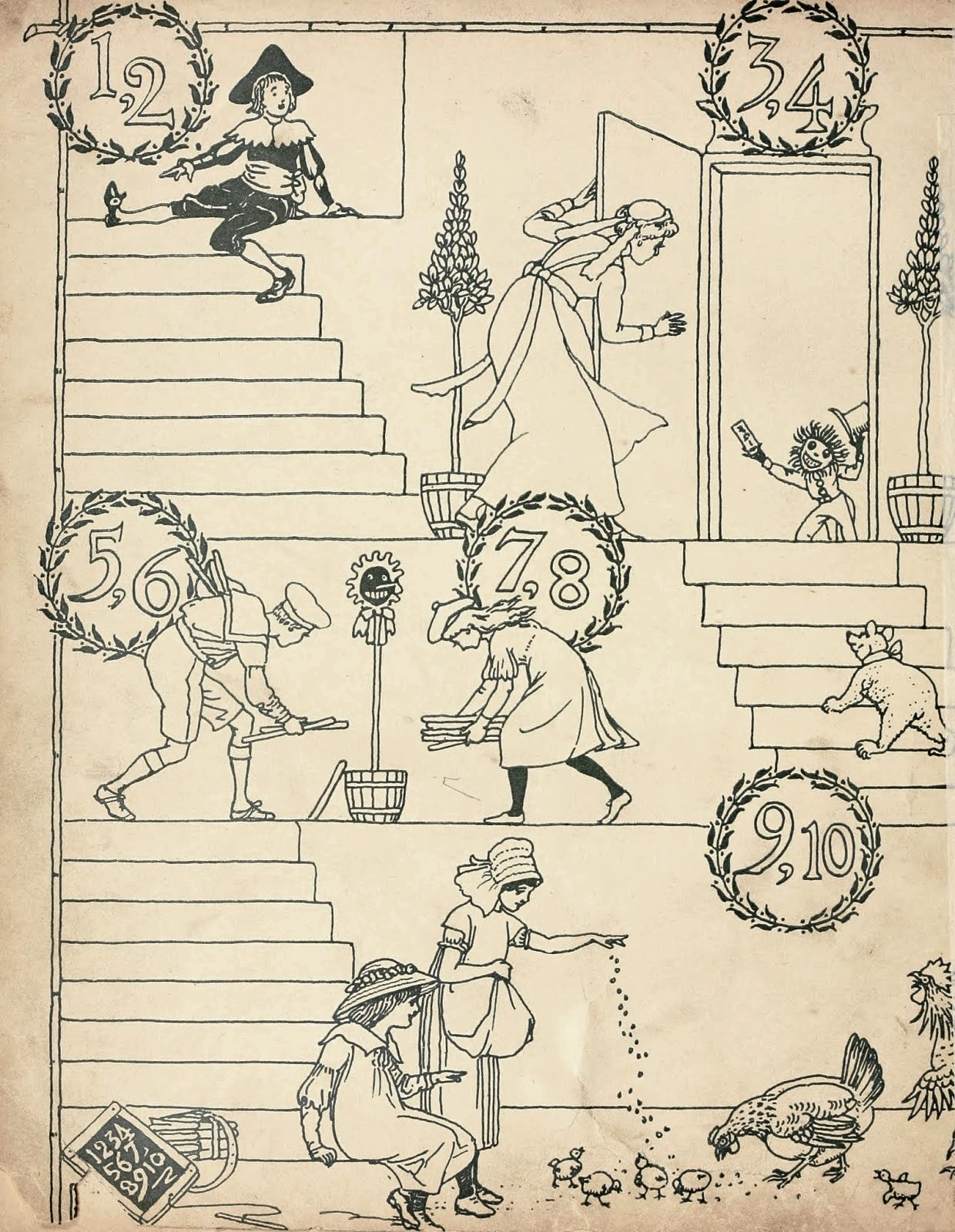
Um documento final de 1869 de Walter Crane

Segundo Henry Bolton, colecionador de rimas contadas na década de 1880, a rima foi usada em Wrentham, Massachusetts, já em 1780.

## Publicações ilustradas
A rima era às vezes publicada sozinha em edições ilustradas. Isso com litografias de Caroline R. Baillie (Edimburgo, 1857) tinha um formato oblongo mostrando interiores domésticos do século XVIII. Também houve duas edições da rima publicadas em Londres, ambas ilustradas por Walter Crane. O primeiro foi um livro ilustrado de volume único (John Lane, 1869) com documentos finais mostrando um composto da sequência 1 - 10 e da sequência 11 - 20. Foi seguido em 1910 pelo livro de gravuras The Buckle My Shoe, contendo outras rimas também. Isso mostrava ilustrações coloridas de página inteira: compostos para as linhas 1-2 e 3-4 e, em seguida, um para cada linha individual.
Nos Estados Unidos, a rima foi usada para ajudar os jovens a aprender a contar e também foi publicada individualmente. Das 21 páginas da edição de Hurd e Houghton, publicadas em Nova York por volta de 1870, dez foram retomadas pelos desenhos sem sentido de Augustus Hoppin. Em Rhymes And Tales da Old Mother Goose (Londres e Nova York, 1889), havia apenas uma página dada à rima, ilustrada por Constance Haslewood no estilo de Kate Greenaway.